# 5,10-亚甲基四氢叶酸
5,10-亚甲基四氢叶酸（英語：5,10-Methylenetetrahydrofolate，简称为5,10-CH2-THF）是亚甲基四氢叶酸还原酶（MTHFR）的底物，以用于产生5-甲基四氢叶酸（5-MTHF）。
5,10-CH2-THF亦是一个用于胸苷生物合成的辅酶。更具体地说，它是存在于由胸苷合酶与胸苷酸合酶 (FAD)催化的反应中的一碳供体。它亦作为经由丝氨酸羟甲基转移酶催化的自甘氨酸合成丝氨酸中的一种辅酶。